# Афгано-пакистанская граница

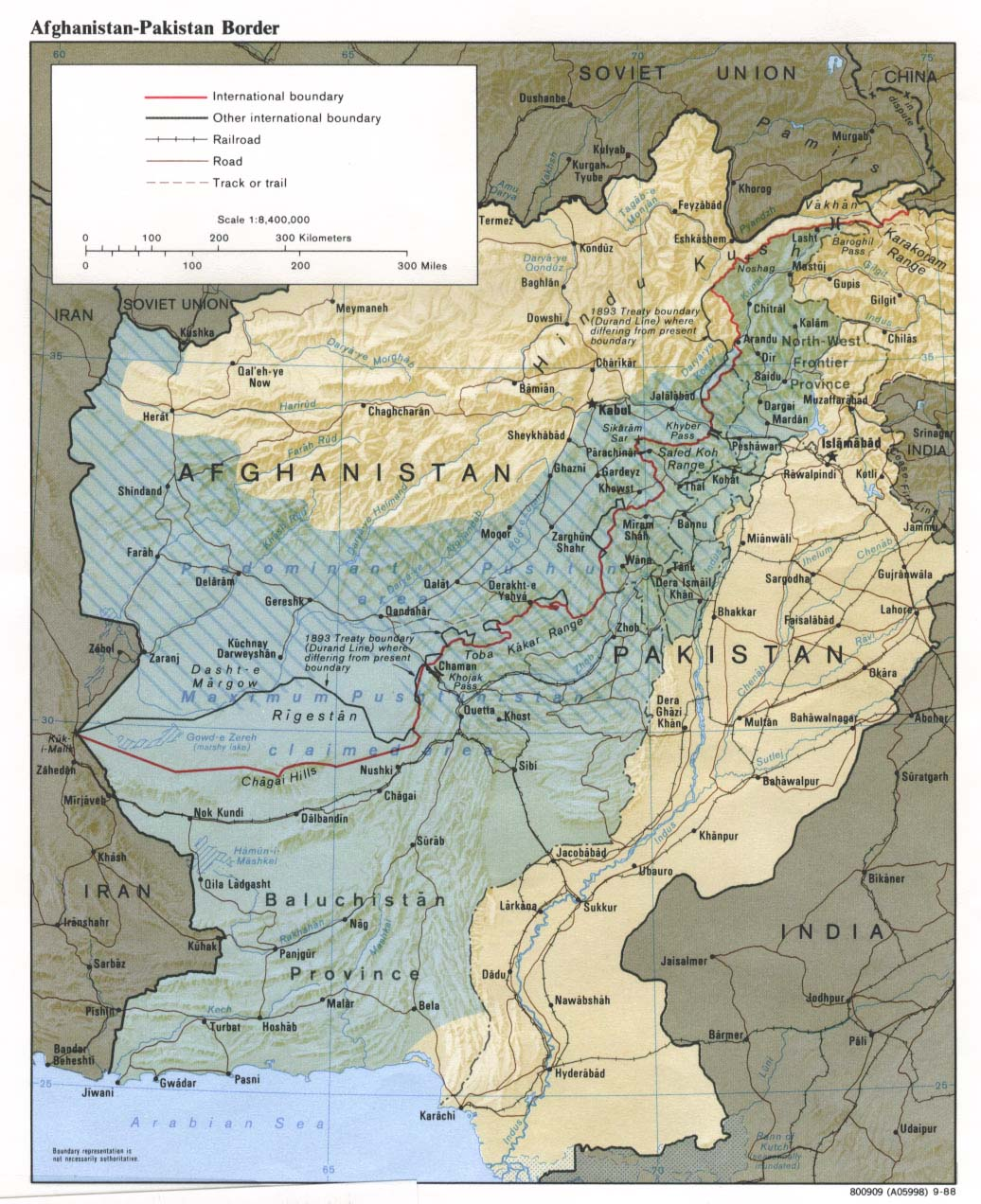

Длина границы между Пакистаном и Афганистаном составляет 2670 километров.

## Линия Дюранда
Линия Дюранда — практически неразмеченная 2430-километровая граница между Афганистаном и Пакистаном. Возникла в результате трёх англо-афганских войн, в которых Великобритания пыталась расширить Британскую Индию. Данная линия является результатом переговоров в 1893 году между афганским эмиром Абдур-Рахманом и секретарём индийской колониальной администрации сэром Мортимером Дюранддом. Афганское правительство отказывается признавать её границей.

## Пограничный конфликт
13 мая 2007 года произошёл вооружённый конфликт между афганскими и пакистанскими войсками, после того как пакистанские военные попытались установить форпост на востоке Афганистана. Генерал Захир Азими, представитель афганского министерства обороны, рассказал на пресс-конференции, что под натиском наступающих войск Пакистана афганцы были вынуждены отступить.
По состоянию на 2011 год конфликт продолжается.